# Śliwa domowa

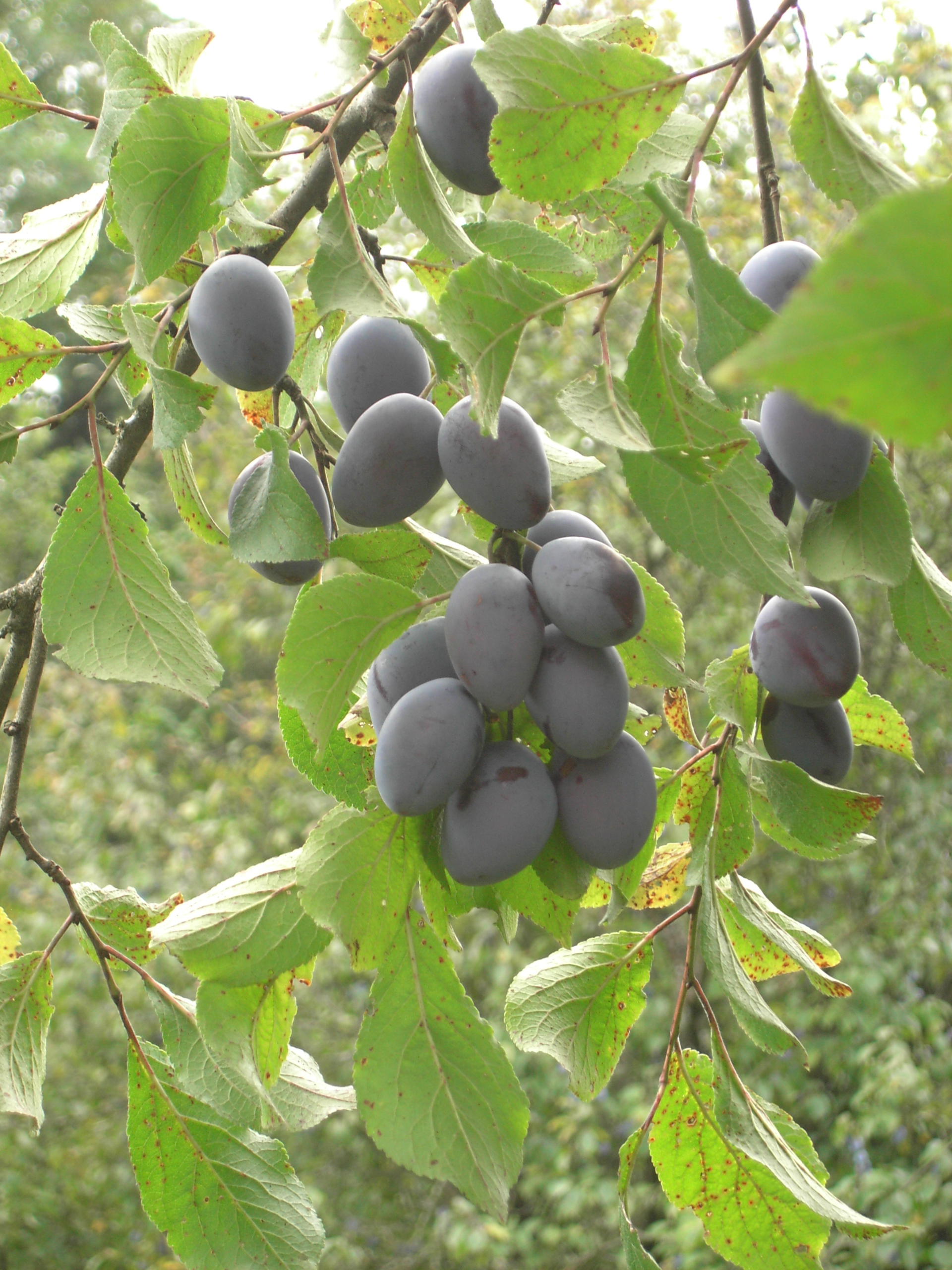
Owoce śliwy domowej

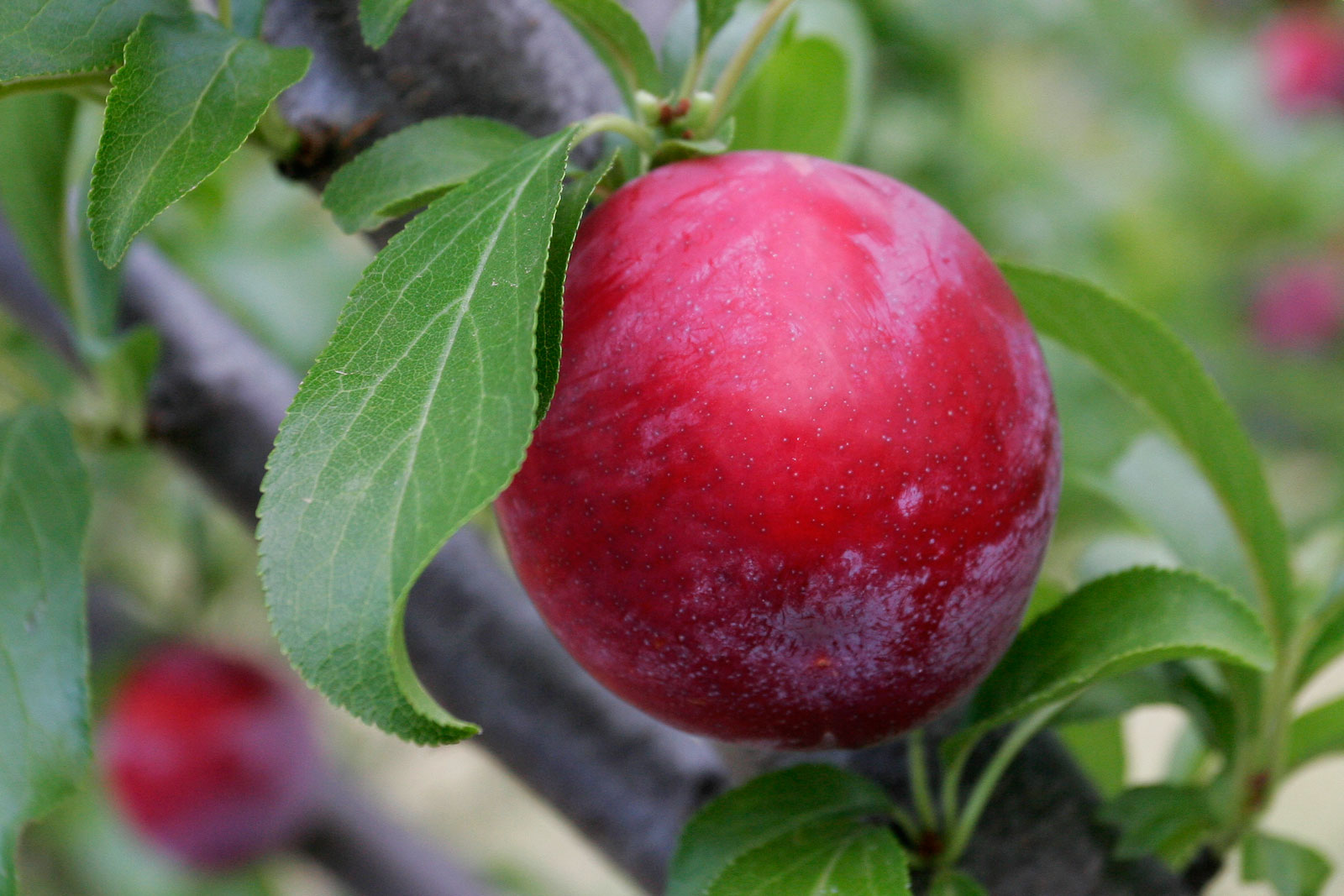
Renkloda

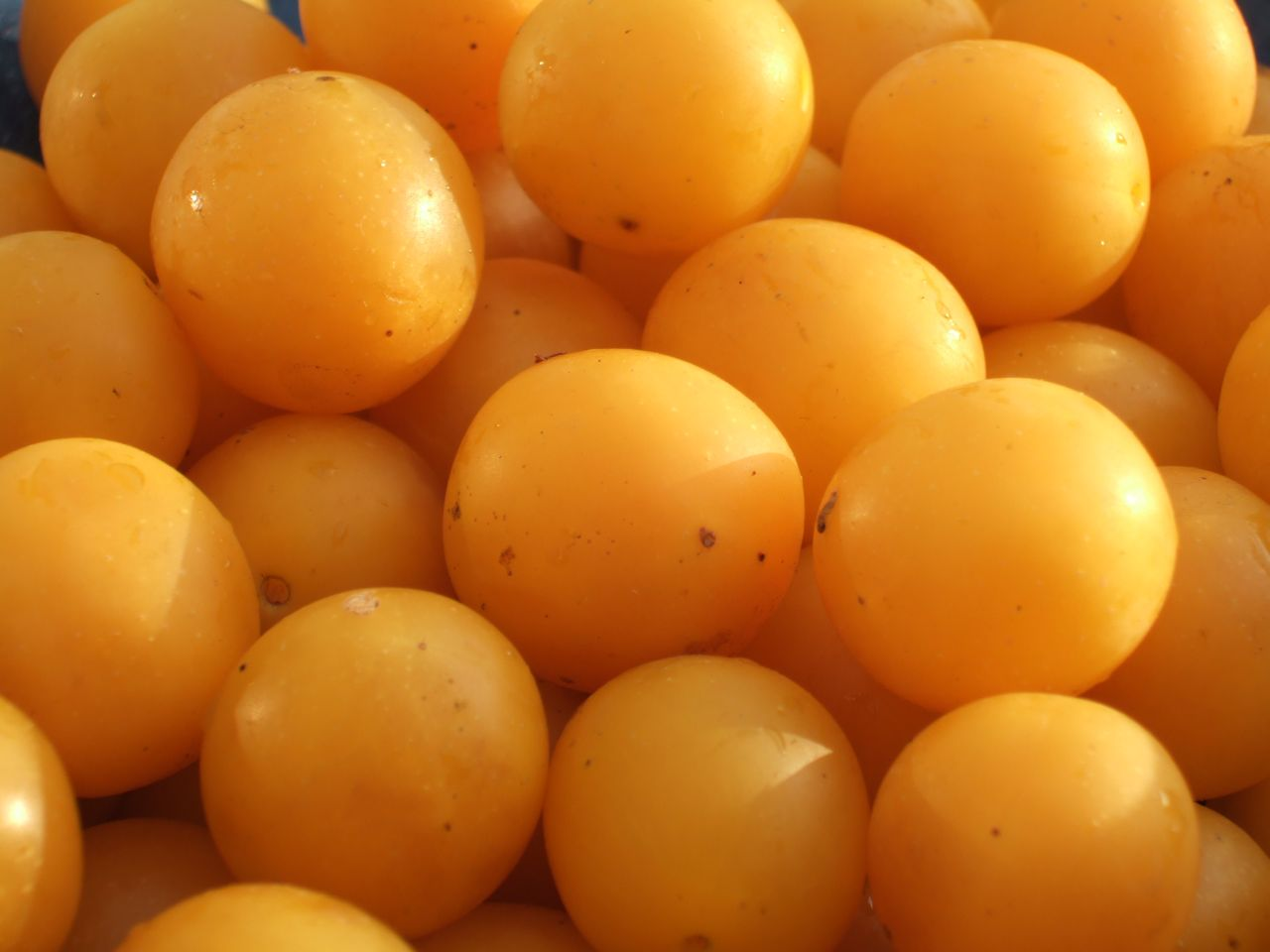
Mirabelka

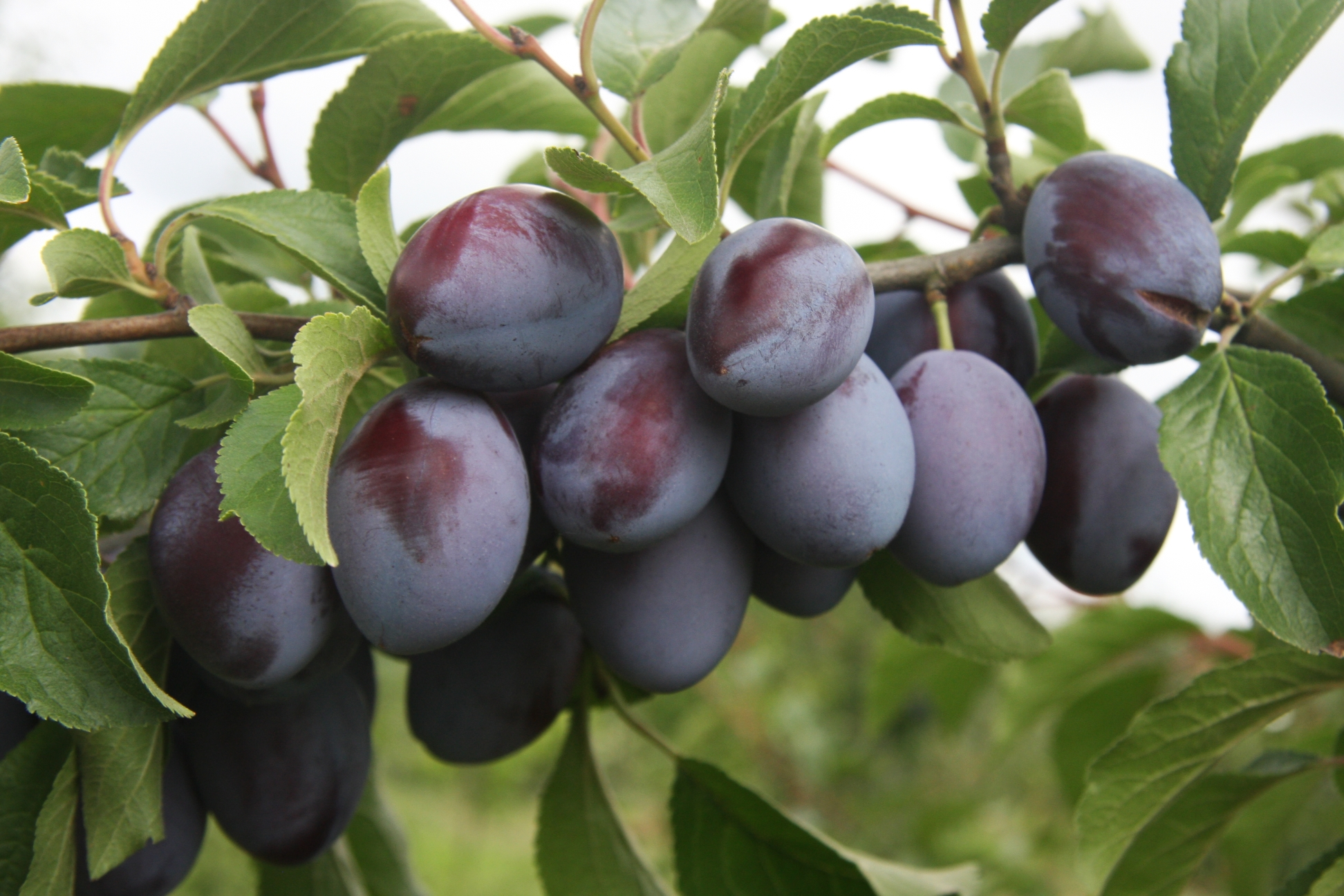
Węgierka

Śliwa domowa (Prunus domestica L.) – poliploidalny gatunek roślin wieloletnich należący do rodziny różowatych, nie występujący w stanie dzikim. Formy wyjściowe powstawały prawdopodobnie wielokrotnie w warunkach naturalnych w wyniku samoistnego krzyżowania się dwóch dziko rosnących gatunków ałyczy (P. cerasifera) i śliwy tarniny (P. spinosa) lub wprost z poliploidalnych, dzikich form ałyczy. Ojczyznę śliwy domowej sytuuje się zwykle w rejonie Kaukazu, czasem też Azji Mniejszej i Zakaukazia. Dalsze różnicowanie śliw domowych wiązało się z częstym krzyżowaniem wstecznym i selekcją odmian hodowlanych. Prawdopodobnie odmiany o pestkach łatwo odchodzących od miąższu owocu powstały ze skrzyżowania ałyczy z bałkańskim gatunkiem P. cocomilia. Śliwy do uprawy wprowadzili Persowie, a w Europie Grecy i Rzymianie. Hodowla ich i selekcja trwa do dziś. Obecnie w uprawie jest około 2 tysięcy odmian uprawnych, choć znaczenie ekonomiczne ma około 100.

## Systematyka
Prace nad opracowaniem systematycznym śliwy domowej rozpoczął Krsitom już w 1804 roku, kontynuowało je wielu badaczy, ale dopiero opracowania Rödera z 1939 prowadzone na podstawie badań cytologicznych oraz morfologii kwiatów, owoców, liści i jednorocznych pędów zyskały uznanie i obowiązują do dziś. Wydzielił on 4 podgatunki, w których wydzielił dodatkowo odmiany botaniczne.
- Prunus domestica L. subsp. insititia Fiori & Paoletti
  - var. pomariorum – damaszki (lubaszki) – o drobnych owocach, owalnych, ciemnofioletowych, niezbyt smacznych, spośród tej grupy odmian wywodzą się podkładki rozmnażane wegetatywnie.
  - var. cerea – mirabelki – drobne, kuliste, złotożółte, np. odmiany uprawne Mirabelka z Nancy, Mirabelka Flotowa
- Prunus domestica L. subsp. italica (Borckh.) Hegi
  - var. claudiana – renklody – o owocach, dużych, kulistych, o żółtej lub zielonej barwie podstawowej, czasem z rumieńcem, np. odmiany uprawne Renkloda Ulena, Renkloda Althana.
  - var. subrotundata – śliwy okrągłe – o owocach barwy purpurowej, zielonej lub fioletowej i miąższu słabo odchodzącym od pestki, np. odmiany uprawne Kirka, Ruth Gerstetter.
- Prunus domestica L. subsp. intermedia (L.)
  - var. ovoidea – śliwy jajowe – najszersze powyżej połowy i silnie zwężone przy szypułce, bardzo duże, niebieskoczerwone, czerwone lub żółte np. odmiany uprawne Čačanska Najbolja, Jajowa Żółta.
  - var. oxycarpa – śliwy elipsoidalne – wydłużone, prawie zawsze ciemnoniebieskie, miąższ zwięzły, bardzo smaczne np. odmiany uprawne Car, Opal.
  - var. mamillaris – śliwy daktylowe – owoce bardzo wydłużone, barwy złotożółtej lub granatowej, miąższ szklisty, bardzo aromatyczny i smaczny odmiany uprawne Żniwka, Węgierka Cukrowa Wielka
  - var. semipruneliana – półwęgierki – owoce duże lub średnie, o ciemnofioletowej lub granatowej barwie, miąższ zwięzły, chrząstkowaty, przeważnie bardzo dobrze odchodzący od pestki, bardzo dużo odmian uprawnych z tej grupy jest popularnych w Polsce np. Anna Späth, Królowa Wiktoria, Węgierka Wangenheima.
- Prunus domestica L. subsp. oeconomica
  - var. pruneliana – węgierki – owoce granatowe lub brunatne, wydłużone, przy szypułce zwężone, czasem elipsoidalne lub jajowate, miąższ zwięzły, aromatyczny, winnosłodki, dobrze odchodzi od pestki, np. odmiany uprawne Węgierka Zwykła, Węgierka Dąbrowicka, Węgierka Włoska, Stanley, Valor[8].

## Morfologia
PokrójNieduże drzewo dorastające do wysokości 10 m lub krzew. Istnieją jednak duże różnice odmianowe, a także różnice spowodowane warunkami, w jakich drzewa te rosną. Czynnikami warunkującymi wzrost są: rodzaj gleby, stanowisko, zabiegi agrotechniczne, podkładka. Śliwy mają 2-3 krotnie większy zasięg korzeni niż obwód korony. Mają też dobrze rozwinięte korzenie włośnikowe. Masa korzeni stanowi 30–45% masy całego drzewa.
PędyRóżnią się znacznie długością, grubością i barwą, która może być od jasnozielonej przez ciemnozieloną po brązową z odcieniem fioletowym. Zdarza się, że na pędach występują kolce, ale na ogół tylko w młodocianym wieku (Węgierka Zwykła, Valor). Na pędach występują wyraźnie widoczne przetchlinki różniące się kształtem (okrągłe, eliptyczne) i barwą (żółte, zielone, szare).
PąkiSą u śliw bardzo charakterystyczne. Powstają zarówno na długo-, jak i krótkopędach. Bardzo często są po kilka w grupie, wtedy wszystkie są kwiatowe, albo środkowy jest liściowy a boczne kwiatowe. Na długopędach szkieletowych występują tylko liściowe, na krótkopędach na ogół tylko kwiatowe. Pąki kwiatowe są większe choć także wielkość jest zróżnicowana; małe ma np. Węgierka Zwykła a duże Renkloda Ulena. Pąki kwiatowe są zwykle jaśniejsze od liściowych.
LiścieOkrągłe, eliptyczne lub jajowate, o brzegach karbowanych lub piłkowanych. Charakteryzują się dużą zmiennością w zależności od położenia na drzewie. Do identyfikacji odmiany najlepiej jest porównywać liście na długopędzie, dobrze rozwinięte i wyrośnięte; najlepiej 7-10 liść, licząc od wierzchołka. Liście jasne, żółtawozielone mają np. Renklody Zielona i Althana, jasnozielone Earlyblue a ciemnozielone Anna Späth, Čačanska Najbolja. Liście różnią się wierzchołkiem blaszki liściowej, który może być ostry Węgierka Zwykła, prosty Mirabelka z Nancy lub rozwarty Renkloda Althana. Różnice pomocna w identyfikacji występują także na powierzchni blaszki liściowej, która na ogół jest mniej lub bardziej pofałdowana.
KwiatyZazwyczaj białe, wyrastają na szypułkach po dwa. Są to kwiaty promieniste, 5-dzielne (składające się z 5 działek kielicha, 5 płatków korony) 20-30 pręcików ułożonych w 3 okółkach z 1 wolnego słupka powstałego z jednego owocolistka. Kwiaty śliw są owadopylne, a pod względem zapylenia odmiany dzielimy na samopylne/samopłodne np. Anna Späth, Węgierka Zwykła, Węgierka Włoska, Renkloda Ulena, Węgierka Wangenheima, obcopylne np. Čačanska Najbolja, Valor, Renkloda Althana, Węgierka Dąbrowicka, bądź też częściowo samopłodne Čačanska Rana, Oneida.
OwoceKulisty lub wydłużony, jadalny pestkowiec. Możemy wyróżnić trzy warstwy: zewnętrzny egzokarp stanowiący skórkę, mięsiste jadalne wnętrze mezokarp, oraz twardą zdrewniałą pestkę endokarp okrywającą nasienie. Charakterystyczny dla owoców pestkowych jest szew powstały ze zrośnięcia się owocolistka, który jest położony w głębi na ogół wyraźnie widocznej bruzdy.
Owoce śliw mogą znacznie różnić się masą, drobne owoce mają 12–15 g (Mirabelka z Nancy) do dużych ponad 80g (Brzoskwiniowa, Čačanska Najbolja, Empress, Valor). Także duże zróżnicowanie u śliw może być ze względu na zabarwienie owocu i intensywność występowania nalotu woskowego. Barwa skórki może być zielona (Renkloda Zielona), żółtozielona (Renkloda Ulena), żółta (Mirabelka Flotowa), żółtoczerwona (Emma Leppermannn), czerwona (Królowa Wiktoria), fioletowoczerwona (Renkolda Althana), czerwononiebieska (Oneida), granatowa (węgierki, Valor) i brązowa (Węgierka Wangenheima).

## Zastosowanie
- Roślina sadownicza: Uprawiana jest dla owoców.  Zobacz też: Lista krajów największych producentów śliw.
- Sztuka kulinarna: Owoce zawierają ok. 8% cukru, 1,2% kwasów organicznych, sole mineralne, witaminy A, B1 i C. W 100 g surowych owoców znajduje się 0,295 mg β-karotenu oraz 281 mg kwasu asparaginowego[10]. Suszone owoce zawierają 0,925 mg β-karotenu i 1,637 g kwasu asparaginowego na 100g[11]. Owoce deserowe i na przetwory (susze, dżemy, powidła, marynaty), służą do otrzymywania nalewek i śliwowicy.
- Roślina lecznicza: Śliwka tradycyjnie jest stosowana jako środek przeczyszczający[12] i składnik preparatów na rany[13]. Według współczesnych badań, flawonoidy i inne związki polifenolowe zawarte w owocu śliwy wykazują działanie antyoksydacyjne, przez co działają protekcyjnie przeciwko chorobom sercowo-naczyniowym, regulują poziom glukozy we krwi, a także działają przeciwko osteoporozie[14].
- Roślina miododajna: Wydajność miodowa wynosi zwykle ok. 30 kg/ha, ale sięgać może do 50  kg/ha. Nektar zawiera ok. 20% cukrów i jest dość rzadki[15].
- Drewno użytkowane jest w meblarstwie.

## Choroby
- wirusowe: jamkowatość pnia drzew pestkowych, karłowatość śliwy, nekrotyczna pierścieniowa plamistość drzew pestkowych, ospowatość śliwy, wstęgowa mozaika śliwy[17]
- wywołane przez bakterie i fitoplazmy: bakteryjna plamistość drzew pestkowych, europejska żółtaczka drzew pestkowych, guzowatość korzeni, rak bakteryjny śliwy[17]
- wywołane przez lęgniowce i grzyby: biała zgnilizna korzeni, brunatna zgnilizna drzew pestkowych, czarna guzowatość śliwy, czerwona plamistość liści śliwy, dziurkowatość liści drzew pestkowych, gruzełek cynobrowy, leukostomoza drzew pestkowych, mączniak prawdziwy śliwy, opieńka miodowa, rak drzew owocowych i zgnilizna owoców, rak kory drzew owocowych, rdza śliwy, srebrzystość liści, torbiel śliwek, szara pleśń, werticilioza drzew i krzewów owocowych, zgnilizna pierścieniowa podstawy pnia drzew owocowych, zgorzel pędów drzew owocowych[17].